# ساكن محدب (الوضيع)

تعديل مصدري - تعديل

ساكن محدب هي إحدى قرى عزلة  الوضيع بمديرية الوضيع التابعة لمحافظة أبين، بلغ تعداد سكانها 51 نسمة حسب تعداد اليمن لعام 2004.